# San Luis (Aurora)
San Luis è una municipalità di terza classe delle Filippine, situata nella Provincia di Aurora, nella regione del Luzon Centrale.
San Luis è formata da 18 baranggay:
- Bacong
- Barangay I (Poblacion)
- Barangay II (Poblacion)
- Barangay III (Poblacion)
- Barangay IV (Poblacion)
- Dibalo
- Dibayabay
- Dibut
- Dikapinisan
- Dimanayat
- Diteki
- Ditumabo
- L. Pimentel
- Nonong Senior
- Real
- San Isidro
- San Jose
- Zarah